# Mizuho Kusanagi
Mizuho Kusanagi (jap. 草凪 みずほ Kusanagi Mizuho; ur. 3 lutego 1979 w Kumamoto) – japońska mangaka, znana głównie z serii Yona w blasku świtu.

## Kariera
Kusanagi zadebiutowała serią Yoiko no kokoroe, która ukazywała się na łamach magazynu „Hana to Yume” wydawnictwa Hakusensha w latach 2003–2007. W 2009 roku rozpoczęła publikację swojej najdłuższej i zarazem najpopularniejszej serii, Yona w blasku świtu, która ukazuje się w tym samym magazynie. W 2014 roku manga ta została zaadaptowana na anime wyprodukowane przez Studio Pierrot.

## Twórczość
- Yoiko no kokoroe (jap. よいこの心得) (2003–2007)
- Mugen Spiral (jap. 夢幻スパイラル Mugen supairaru) (2004)[4]
- Game × Rush (jap. ゲーム×ラッシュ Gēmu × rasshu) (2005)[5]
- NG Life (jap. NGライフ NG raifu) (2006–2009)[6]
- Yona w blasku świtu (jap. 暁のヨナ Akatsuki no Yona) (od 2009)[2]
- Kuroorihime to kawaki no ō (jap. 黒檻姫と渇きの王) (2011, one-shot)
- Boku no Kotori-san (jap. 黒檻姫と渇きの王 僕の小鳥さん) (2014, one-shot)

## Nagrody
W 2015 i 2021 roku Yona w blasku świtu otrzymała nagrodę Denshi Shoseki Taishō, która przyznawana jest najlepiej sprzedającym się mangom cyfrowym.